# رقم الحساب المصرفي الدولي

رقم الحساب المصرفي الدولي (اختصارًا IBAN) هو معيار دولي لتحديد الحسابات المصرفية عبر الحدود الوطنية. اعتمدتهُ في الأصل اللجنة الأوروبية للمعايير البنكية، ثم اعتُمد بعد ذلك معيارًا دوليًا تحت ISO 13616:1997 وحالياً ISO 13616:2007. والمسجل الرسمي IBAN تحت ISO 13616:2003 هو سويفت وحالياً تسجيل IBAN في سويفت.
وُضع الـ IBAN في الأصل لتسهيل المدفوعات داخل الاتحاد الأوروبي ولكن التنسيق كان مرن كفاية ليطبق عالمياً.
يتكون الـ IBAN من ISO 3166-1 ألفا-2 رمز البلد، متبوعاً برقمين مراجعين وأكثر من ثلاثين حرف أبجدي رقمي لرقم الحساب المصرفي المحلي (تضمن معلومات التوجيه)، يسمى الـ BBAN (رقم الحساب المصرفي الأساسي). يرجع الأمر إلى المجتمع المصرفي الوطني لكل بلد في تحديد طول الـ BBAN من أجل حسابات هذه البلد، ولكن يجب أن يكون طوله ثابت في أي بلد معين.
لاينبغي أن يحتوي الـ IBAN على مسافات عند ارساله إلكترونيا. ومع ذلك، عندما تتم طباعته على ورقة، يتم التعبير عنه في مجموعات من أربع أحرف مفصولة بمسافة واحدة، وتكون المجموعة الأخيرة ذات أطوال مختلفة.

## الخلفية التاريخية
اعتاد العملاء، خصوصاً الأشخاص & والشركات الصغيرة والمتوسطة أن يقعوا في الحيرة من تغيير المعايير القومية لهوية الحساب المصرفي، مثل البنك، والفرع، ورموز التوجيه ورقم الحساب. وغالباً مايؤدي ذلك إلى ضرورة تحديد مسار المعلومات المفقودة من المدفوعات. وعلاوة على ذلك، فإن تحديد مسار المعلومات لايحتوي على أرقام الفحص، [بحاجة لتوضيح] لذلك فإن أخطاء النسخ البسيطة لايمكن كشفها ولم يكن ممكناً للبنك المرسل من قبل أن يتحقق من صحة المعلومات قبل تقديم توجيه الدفع.
ولذا كانت أخطاء التوجيه كثيرة مما تسبب في تأجيل المدفوعات وتكبد تكاليف إضافية لإرسال واستقبال المصارف والبنوك وغالباً من اجل توسط توجيه البنوك أيضاً.
يفرض IBAN شكل مرن ولكنه عادي كافي لتحديد الحساب ويحتوي على معلومات صالحة لتجنب أخطاء النسخ.
يحمل الـ IBAN القياسي الآن معلومات التوجيه المطلوبة للحصول على المدفوعات من بنك لآخر في أي مكان. يحتوي IBAN على أرقام الشيك التي يمكن أن تكون صالحة في أي بلد وفقاً لطريقة معيار واحدة. ويحتوي الـ IBAN على جميع تفاصيل الحساب المصرفي الرئيسية مثل رموز البنك المعرفة، ورموز النوع، ومجموع الشيك وإذا ما كان الاستخدام قد خفض من أخطاء نقل المال دولياً إلى ماتحت 0.1 % من المدفوعات الكلية.
وبهذه الطريقة، يمكن لصلاحية تحديد مسار الوجهة أن تنشط من قبل إرسال البنك (أو عملاؤه) من سلسلة واحدة من البيانات التي تحتوي على كافة البيانات التوجيهية من أجل ايصال الأموال إلى الحساب المراد وتحديد مسار الأخطاء في المدفوعات الدولية (أو عبر الحدود) وبالتالي القضاء عليها تقريباً.
أمثلة للـ IBANs في شكل مكتوب.
الـ IBAN اليوناني: GR16 0110 1050 0000 1054 7023 795
الـ IBANالبريطاني: GB35 MIDL 4025 3432 1446 70
الـ IBAN السويسري: CH51 0868 6001 2565 1500 1

## الاستخدام الجغرافي
توفر كافة البنوك العاملة في أوروبا (باستثناء دول الكومنولث المستقلة)، معرف IBAN من أجل حساباتهم وكذلك المعرفات المعترف بها قومياً. وبالإضافة إلى ذلك، توفر كلاً من تونس، وموريشيوس، وتركيا، والمملكة العربية السعودية شكل معرفات الحساب.
لاتستخدم البنوك في التبعيات البريطانية (باستثناء جبل طارق وتبعيات كراون) نظام الـ IBAN، ولكن يمكن أن يرجع ذلك إلى القضايا المصرفية التنظيمية الداخلية. وبالمثل فإن البنوك الهولندية في جزر الهند الغربية أيضا لا تستخدم تنسيق IBAN. وهناك بعض البنوك خارج أوروبا قد لا تتعرف على IBAN، وإن كان مع مرور الوقت، أن يتناقص ذلك. عادة ماتقبل البنوك غير الأوروبية الـ IBAN كأرقام حساب بنكية في أوروبا، على الرغم من أنها قد لاتعامل IBAN بطريقة مختلفة عن الطريقة التي تعامل بيها أرقام الحساب البنكية الأجنبية. وعلى وجه الخصوص، من الممكن أنهم قد اختاروا عدم التحقق من أن IBAN صالحا قبل إرسال المدفوعات.
في حالة عدم وجود IBAN فانه لايزال من الضروري استخدام نظام رمز المعرف البنكي أيزو 9362 (رمز بك أو سويفت) بالاشتراك مع BBAN.
لاتدعم البنوك في الولايات المتحدة نظام أرقام حساب الـ IBAN. من المحتمل أن يبدأ أي اعتماد لمعيار IBAN من قبل بنوك الولايات المتحدة بواسطة ANSI ASC X9، منظمة تطوير معايير الخدمات المالية الأمريكية ولكن حتى ذلك الوقت لم يتم ذلك.
وبالتالي يعتبر دفع حسابات بنك الولايات المتحدة من خارج الولايات المتحدة عرضة لأخطاء التوجيه.
لاتستخدم الاتحادات الائتمانية الكندية باعتبارها قاعدة سويفت أو IBAN من أجل تحويل الأموال. وعموماً فإن البنوك الكندية (وذلك أساسا بسبب العلاقات التجارية التاريخية للاتحاد الأوروبي) تستخدم الـ IBAN على أساس محدود. وإذا كنت لا تملك حساب تجاري مصرفي فيتطلب ذلك مجهود إضافي من أجل استخدام نظام التحويل سويفت في كندا. لايوجد هناك حكومة رسمية أو متطلبات قطاع تنظيمي خاص في كندا للبنوك الرئيسية لكي تستخدم نظام سويفت أو رموز توجيه IBAN.
لم تعتمد البنوك في أستراليا ونيوزيلندا نظام IBAN، وتميل إلى استخدام الرموز فرع بنك الدولة لعمليات النقل المحلي وسويفت.للدولي

## أمثلة
ملاحظة: تمثل حروف kk بعد حرفين رمز البلد ISO أرقام الشيك المحسوبة من باقي حروف الـ IBAN.
- ألبانيا (28 رقما) IBAN شكل:

ALkk BBBB BBBB CCCC CCCC CCCC CCCC

B = رمز البنك وC = رقم الحساب
- أندورا (24 رقما) IBAN شكل: ADkk BBBB SSSS CCCC CCCC CCCC

B= كود البنك، S = كود النوع، C= رقم الحساب.
- النمسا (20) IBAN شكل: ATkk BBBB BCCC CCCC CCCC

B = كود البنك، C = رقم الحساب
- بلجيكا (16) IBAN شكل: BEkk BBBC CCCC CCKK

يمثل آخر 12 رقم: B = رمز البنك (رقمي)، C = رقم الحساب، K = أرقام الاختيار
- البوسنة والهرسك (20) IBAN شكل: BAkk BBBS SSCC CCCC CoKK

B = رمز المصرف، S = رمز النوع، C = رقم الحساب، K = أرقام الشيك
- بلغاريا (22) IBAN شكل: BGkk BBBB SSSS DDCC CCCC CC

B = رمز أبجدية البنك رمز (أول أربع حروف من سويفت بيك)، S = رقم الفرع (بي ايه أي)، D = نوع رقمية الحساب، C = رقم الحساب الأبجدي. تم تقديمه في 5 يونيو، 2006.
- جزر تشانل بيليفية من جزر جيرسي وغيرنسي (تستخدم إما رموز فرنسا أو المملكة المتحدة، معتمدة على الشكل الذي اختاره البنك)
- كرواتيا (21) IBAN شكل: HRkk BBBB BBBC CCCC CCCC C

B = رمز البنك، C = رقم الحساب
- قبرص (28) IBAN شكل: CYkk BBBS SSSS CCCC CCCC CCCC CCCC

B = رمز المصرف، S = كود النوع، C = رقم الحساب
- الجمهورية التشيكية (24) IBAN شكل: CZkk BBBB SSSS SSCC CCCC CCCC

B = كود المصرف، S = كود النوع، C = رقم الحساب
- الدنمارك (18) شكل إيبان: DKkk BBBB CCCC CCCC CC

B = رقم البنك رقم، C = رقم الحساب
(تطبيق منفصل في جزر فارو وجين لاند، انظر المداخل المنفصلة)
- إستونيا (20) شكل إيبان: EEkk BBSS CCCC CCCC CCCK

B = كود المصرف، S = كود النوع، C = رقم الحساب، K = أرقام الشيك
- جزر فارو (18) شكل إيبان: FOkk CCCC CCCC CCCC CC

نفس الشيء بالنسبة للدنمارك، باستثناء رمز البلد.
- فنلندا (18) شكل إيبان: FIkk BBBB BBCC CCCC CK

B = كود المصرف، رقم الفرع ونوع الحساب، C = رقم الحساب، K = رقم الشيك لبرنامج أرقام الحساب الفنلندية.
- فرنسا (27) شكل إيبان: FRkk BBBB BGGG GGCC CCCC CCCC CKK

B = كود البنك، G = كود جوشيت (فرع)، C = رقم الحساب، K =
كلي ريب (مفتاح).
- ألمانيا (22) شكل إيبان: DEkk BBBB BBBB CCCC CCCC CC

B = كود النوع (بانكليتزال/ BLZ
C = رقم الحساب.
- جبل طارق (23) شكل إيبان: GIkk BBBB CCCC CCCC CCCC CCC

B = الجزء الأول من بيك، C = رقم الحساب
- اليونان (27) شكل إيبان: GRkk BBB BBBB CCCC CCCC CCCC CCCC

K = أرقام شيك نظام ترقيم الحساب اليوناني، B = كود البنك ورقم الفرع، C = رقم الحساب.
- غرينلاند (18) شكل إيبان: GLkk BBBB CCCC CCCC CC

نفس الشيء بالنسبة للدنمارك، باستثناء رمز البلد.
- المجر (28) شكل إيبان: HUkk BBBB BBBC CCCC CCCC CCCC CCCC

B = رمز البنك، C = رقم الحساب
- أيسلندا (26) شكل إيبان: ISkk BBBB SSCC CCCC XXXX XXXX XX

B = رمز المصرف، S = كود النوع، C = رقم الحساب، X = رقم هوية الحامل الوطني.
- أيرلندا (22) شكل إيبان: IEkk AAAA BBBB BBCC CCCC CC

أول أربعة حروف أبجدية هم بداية كود سويفت. وبعد ذلك 6 أرقام طويلة كود النوع و8 أرقام التابعة كود الحساب، الرقمية على حد سواء.
- جزيرة مان (تستخدم كود المملكة المتحدة)
- إسرائيل (23) شكل إيبان: ILkk BBBN NNCC CCCC CCCC CCC

B = رقم البنك 3 أرقام، N = رقم الفرع ثلاثة أرقام، C = رقم الحساب 13 رقم (عادة ماتكون 6 أصفار و7 أرقام عددية). وتجدر الإشارة إلى أن بعض البنوك الإسرائيلية قد غيرت مؤخرا أرقام حسابات العميل من 6 إلى 7 أرقام.
- إيطاليا (27) شكل إيبان: ITkk KAAA AABB BBBC CCCC CCCC CCC [1]

K = حروف الشيك ("CIN"  K، 1 ألفا)، A = ايه بي أي  كود البنك («كوديس ايه بي أي»، 5 أرقام)، B = رقم الفرع («سي ايه بي» ، 5 أرقام)، C = هوية الحساب (12 حرف أبجدي).
- لاتفيا (21) شكل إيبان: LVkk BBBB CCCC CCCC CCCC C

أول أربعة أرقام هم نفسهم أول أربعة أرقام في كود سويفت للبنك، والـ 13 رقم التالية لها هم رقم الحساب الشخصي (ويمكن أن يتضمن كلاً من الحروف والأرقام).
- ليختنشتاين (21) شكل إيبان: LIkk BBBB BCCC CCCC CCCC C

نفس الشيء بالنسبة لسويسرا باستثناء رمز البلد.
- ليتوانيا (20) شكل إيبان: LTkk BBBB BCCC CCCC CCCC

B = رمز البنك C = رقم الحساب
- لوكسمبورغ (20) شكل إيبان: LUkk BBBC CCCC CCCC CCCC

B = رمز البنك، C = رقم الحساب
- مقدونيا (19) شكل إيبان: MKkk BBBC CCCC CCCC CKK

B = رمز البنك، C = رقم الحساب، K = أرقام الشيك
- مالطا (31) شكل إيبان: MTkk BBBB SSSS SCCC CCCC CCCC CCCC CCC

B = الجزء الأول من بيك، S = كود النوع، C = رقم الحساب
- موريشيوس (30) شكل إيبان: MUkk BBBB BBSS CCCC CCCC CCCC CCCC CC

B = معرف البنك، S = معرف الفرع، C = رقم الحساب
- موناكو (27) شكل إيبان: MCkk BBBB BGGG GGCC CCCC CCCC CKK

نفس الشيء بالنسبة لفرنسا باستثناء رمز البلد.
- مونتنجارو (22) شكل إيبان: MEkk BBBC CCCC CCCC CCCC KK

kk = أرقام آيبان، B = كود البنك، C = رقم الحساب، KK = أرقام الشيك.
- نيزرلاندز (التي يشار إليها أحيانا هولندا) (18) شكل إيبان : NLkk BBBB CCCC CCCC CC

kk = أرقام آيبان، B = كود البنك، C = رقم الحساب
(لا تطبق على جزر الأنتيل الهولندية أو أروبا)
- أيرلندا الشمالية (يتستخدم إما كود المملكة المتحدة أو جمهورية أيرلندا، معتمدين على الشكل الذي اختاره البنك)
- النرويج (15) شكل إيبان: NOkk BBBB CCCC CCK

B = كود البنك، C = رقم الحساب، K = أرقام شيك مودولو - 11
- بولندا (28) شكل إيبان: PLkk BBBB BBBk CCCC CCCC CCCC CCCC

B = كود البنك (1-3 هوية المؤسسة، 4-7 الفرع)، C = رقم الحساب، kk = أرقام الشيك. لا يوجد أي حروف في الكود. تعتبر الـ K المفردة بعد كود البنك هي رقم الشيك للنظام السابق، المحفوظ في آيبان.
- البرتغال (25) شكل آيبان: PTkk BBBB BBBB CCCC CCCC CCCK K

B = كود البنك (1-4 كود البنك، 5-8 كود الفرع)، C = رقم الحساب، K = أرقام شيك BBAN. 
يستخدم البنوك الذي لايحدد فروع محددة '0000' للأرقام من 5-8. 
تستخدم BBAN (أو ان آي بي- Número de Identificação Bancária) البرتغالية نفس صلاحية مجموع الشيك مثل آيبان (حساب ISO 7064 mod 97-10) مما ينتج عن حساب شيك آيبان دائماً يكون "50".
- رومانيا (24) شكل إيبان: ROkk BBBB CCCC CCCC CCCC CCCC

تمثل أول 4 أحرف أبجدية البنك؛ وفقا لقاعدة أنشأها البنك الروماني الوطني، يجب أن يكون كود BBBB هو نفسه مع أول 4 حروف في كود البنك المعرف. ال 16 الأخيرة تمثل فرع البنك المخصص والحساب، مرتبط بأي طريقة بقرار البنك (عادة ماتكون أول 4 بين الـ 16 هم هوية الفرع). تشمل بعض البنوك على معرف عملة الأيزو 4217 في مكان ما في اسم الحساب.
- سان مارينو (27) شكل إيبان: SMkk KAAA AABB BBBC CCCC CCCC CCC

نفس الشيء مثل إيطاليا باستثناء رمز البلد.
- المملكة العربية السعودية (24 رقما) شكل إيبان : SAkk BBCC CCCC CCCC CCCC CCCC

B = كود البنك، C = رقم الحساب
2a [كود البلد] 2n [أرقام الشيك] 2n [معرف البنك] تليها 18c [رقم الحساب الأساسي يسبقه الأصفار، إذا اقتضى الأمر ذلك]. يريجع تاريخ بدء إصدار آيبان في المملكة العربية السعودية في 1 يوليو 2008 
- صربيا (22) شكل إيبان: RSkk BBBC CCCC CCCC CCCC KK

B = رمز البنك باء وجيم = رقم الحساب، ك = حساب أرقام خانة 
- سلوفاكيا (24) إيبان شكل : SKkk BBBB كك مراقبة إصحاح السفن CCCC CCCC

باء = كود المصرف، S = كود النوع، C = رقم الحساب
- سلوفينيا (19) شكل إيبان: SIkk BBBB BCCC CCCC CKK

أول حرفين BB يمثلوا البنك، والثلاثة التالية تمثل الفرع. الأرقام الأخيرة (KK) (2) هي أرقام الشيك. أرقام شيك آيبان (kk) لسلوفينيا هي 5 و6.
- إسبانيا (24) شكل إيبان: ESkk BBBB GGGG KKCC CCCC CCCC

B = رمز البنك، G = فرع / رقم المكتب، K= أرقام الشيك، C = رقم الحساب
- السويد (24) شكل إيبان: SEkk BBBB CCCC CCCC CCCC CCCC

تمثل Bs كود البنك وCs رقم الحساب.
- سويسرا (21) شكل إيبان: CHkk BBBB BCCC CCCC CCCC C

B = كود البنك، C = رقم الحساب
- تركيا (26) شكل إيبان: TRkk BBBB BRCC CCCC CCCC CCCC CC

مجموع عدد الأحرف الأبجدية الرقمية شاملة رمز البلد وأرقام الشيك هو 26 خانة. تمثل أول 5 أرقام البنك. تم تعيين صفر في الأرقام أبجدية التالية، المخصصة للاستخدام في المستقبل. تمثل ال 16 رقم أبجدي التالية فرع البنك المحدد والحساب. يرجع تاريخ بدء إصدار آيبان في آيبان تركيا إلى 1 سبتمبر، 2005 
- تونس (24) شكل إيبان: TNkk BBBB BCCC CCCC CCCC CCCC

B = رمز البنك، C = رقم الحساب
- المملكة المتحدة (22) شكل إيبان: GBkk BBBB SSSS SSCC CCCC CC

B = كود البنك الأبجدي، S = كود النوع (فرع محدد في كثير من الأحيان)، C = رقم الحساب
(ينطبق على كل بريطانيا العظمى، لا تنطبق على أي الأقاليم البريطانية فيما وراء البحار. التطبيقات البديلة في أيرلندا الشمالية وجزر القنال وجزيرة مان، وجبل طارق -- انظر المداخل المنفصلة)

## الخوارزميات

### حساب وصلاحية أرقام شيكات آيبان
يعتبر رقم الشيك هو حساب رئيسي ISO 7064 بحيث يجب أن يكون الباقي مساوياً لـ 1.
للتحقق من رقم الشيك:
1. التأكد من أن الطول الكلي للآيبان صحيح على حسب البلد. وإذا لم يكن كذلك، يكون إيبان غير صالح.
2. نقل الأحرف الأربعة الأولى إلى نهاية السلسلة.
3. استبدال كل حرف في السلسلة برقمين، مما يوسع من السلسلة، حيث ألف == 10، ب = 11... ى == 35.
4. تفسير السلسلة كعدد عشري وحساب ما تبقى من هذا العدد بقسمته على 97.

يكون عدد آيبان صالح فقط إذا كان الباقي 1.
مثال (بنك المملكة المتحدة الخيالي، كود النوع 12-34-56، الحساب 98765432):
```
إيبان : 
GB82
 
82
 WEST
 1234 5698 7654 32 
إعادة الترتيب: 
W E S
 T12345698765432 
G B
82

المعامل: 
32142
82
9
12345698765432
1611
82 mod 97 = 1
```

قياسي ECBS قدمت طريقة حساب الاختباري غلة قيمة في نطاق 02 حتي 98. النطاقات 00 حتي 96، 01 حتي 97 و03 حتي 99 من شأنه أيضا أن تجتاز اختبار التحقق من وزارة الدفاع 97-10 ولكن المعيار هو الصمت بشأن ما إذا كان هذه النطاقات أو لا يمكن استخدامها. فإنه مع ذلك مسألة التحذير : «جيل من إيبان تكون المسؤولية الحصرية للبنك / فرع خدمة الحساب».
الخوارزمية المفضل هو :
1. تأكد من أن مجموع طول آيبان هو الصحيح كما في البلاد. إذا لم يكن كذلك، إيبان غير صالحة.
2. استبدال رقمين الاختباري من 00 (على سبيل المثال GB00 لبريطانيا).
3. نقل الأحرف الأربعة الأولى إلى نهاية السلسلة.
4. استبدال الحروف في السلسلة مع الأرقام، وتوسيع سلسلة حسب الضرورة، بحيث == 10 ألف وباء وعين = 11 == 35. كل حرف ابجدي وبالتالي يحل محله 2 أرقام.
5. تحويل السلسلة إلى عدد صحيح (أي تجاهل الرائدة أصفار).
6. حساب وزارة الدفاع - 97 من العدد الجديد.
7. طرح ما تبقى من 98، وإذا لزم الأمر، وسادة 0 مع إحدى الشركات الرائدة في تقديم عدد رقمين.

### حساب معامل لعدد كبير
غالبا ما يكون غير عملي لتنفيذ هذه الحسابات بشكل مباشر على جهاز كمبيوتر حديثة. ومع ذلك، من خلال الاستفادة من الهويات وحدات حسابية

{\displaystyle \left({a+b}\right){\bmod {k}}\equiv \left({\left({\left(a\right){\bmod {k}}}\right)+\left({\left(b\right){\bmod {k}}}\right)}\right){\bmod {k}}}
و
{\displaystyle \left({a\times b}\right){\bmod {k}}\equiv \left({\left({\left(a\right){\bmod {k}}}\right)\times \left({\left(b\right){\bmod {k}}}\right)}\right){\bmod {k}}}
فمن السهل أن تظهر أن

{\displaystyle \left(D\right){\bmod {k}}=\left({\sum \limits _{i=0}^{n}{d_{i}a_{i}}}\right){\bmod {k}}}
حيث أن

{\displaystyle D=\sum \limits _{i=0}^{n}{d_{i}\times 10^{i}}}
و
{\displaystyle a_{i}=\left({10^{i}}\right){\bmod {k}}}
التسلسل {\displaystyle \left\{{a_{i}\left|{i=0\ldots n}\right.}\right\}} بسهولة إنشاؤها باستخدام العلاقة التكرارية

{\displaystyle a_{0}=1;\quad a_{i+1}=\left({a_{i}\times 10}\right){\bmod {k}}}
هذه الخوارزمية مفيدة بشكل خاص إذا كان عدد كبير من المعامل التي يمكن العثور عليها ويتم التعبير عن سلسلة أسكي بدلا من رقم ثنائي. في الممارسة العملية لهذه الخوارزمية يمكن القيام بها باستخدام 16 بت الحساب صحيحا على الرغم من {\displaystyle D} ذاته يمكن أن يكون 30 أو أكثر من أرقام في الطول.

## الأمن والخصوصية
فمن الممكن أن تنشر الشخصية أو الشركات آيبان حساب مصرفي معلومات التوجيه لحساب مصرفي، كما يفعل العديد من الشركات لحساباتهم العبور (حيث المدفوعات بشكل روتيني أطاح بها ونقلها إلى حساب الشركات السليم الداخلية).

### أدوات الإنترنت
على الرغم من وجود العديد من الآلات الحاسبة إيبان، يمكن لإيبان صالحة فقط يمكن الحصول عليها من حساب خدمة المؤسسات المالية. المطالب الأساسية التي ايزو فقط على حساب خدمة المؤسسات المالية الحق في إصدار إيبان.
- الخطوط آيبان التحقق من الخدمة لجميع البلدان ال 48 التي اعتمدت معيار إيبان، واللغات، في 30 لغة (بريتش غاز، كاليفورنيا، تشيكوسلوفاكيا، دا، دي، جريدة، أون، إس، تي، الفرنسيسكان، الاب، والموارد البشرية، هو جين تاو، تكنولوجيا المعلومات، نعم، الملازم، والوقف، نيكولا لانغ، لا، رر، حزب العمال، ريال عماني، رو، خ، م، مربع، ريال، اس، آر، زكية)، التي قدمتها الأمم المتحدة سيفاكت TBG5. شفرة المصدر من خوارزمية التحقق متاح للملف جافاسكريبت.

## الروابط الخارجية
- مسؤول آيبان التسجيل في سويفت
- اللجنة الأوروبية للمعايير المصرفية (ECBS)
- ECBS آيبان الصفحة